# 笑話
笑話（わらいばなし）とは、笑いを目的とした単純な散文形態の昔話・伝承のこと。

## 概要
広義における「昔話」には本格昔話・動物昔話・笑話の3種類で構成され、更に笑話の中も更に細分化することが可能となる。柳田國男は最初に本格昔話が誕生し、そこから派生する形で動物昔話と笑話が成立したと説く。だが、主人公の半生を扱う英雄譚仕立てになっている本格童話と身近な世界にいる現実的な存在の人々の失敗譚とその背景にある人間社会の理不尽さや矛盾、混乱などを描いている笑話とのモチーフの違いは大きく、また歴史的にも古代よりこうした話が伝えられており、全ての笑話を本格童話からの派生と見るのは無理とする見方もある。
笑話は目的のために細かい形式には拘らず、自由に話され内容も単純である。しかし、1人の聞き手に対して同じ話を繰り返し聞かせても面白みは薄れてしまう。そこで大量の笑話が生み出されて消えていったと考えられている。その中で現在まで伝えられた笑話の多くは、幅広い層の人々から受け入れやすい要素を持っていた普遍性を有した作品であったと考えられている。
笑話を分析して更に細かく分類する考え方もある。
柳田國男は『日本昔話名彙』において「大話」・「真似そこない」・「愚か村話」の3つに分けている。
関敬吾は『日本昔話大成』において全367類型を「愚人譚」（愚か村・愚か婿・愚か嫁・愚かな男）・「誇張譚」・「巧智譚」（業較べ・和尚と小僧）・「狡猾者譚」（おどけ者・狡猾者）・「形式譚」の5つとこれらに含まれない「新話型」に分けている。
稲田浩二・小澤俊夫は『日本昔話通観』において全613類型を「賢者と愚者」・「おどけ・狡猾」・「くらべ話」・「愚か者」・「愚か婿」・「愚か嫁」・「愚か村」・「誇張」・「言葉遊び」の9つとこれらに含まれない「形式型」に分けている。
笑話は主に口承による「口承笑話」の形式で伝えられてきたが、後世に伝えるのに重要な役割を果たしてきた「記載笑話」の存在も重要である。口承笑話を書き起こしたとみられる説話は鎌倉時代には見られるが、中国のような笑話集の編纂は江戸時代初期の『きのうはけふの物語』・『醒睡笑』にまで下る。江戸時代には軽口本・噺本などが出されたほか、大名の御伽衆から噺家が出現して口演が行われ、口承笑話と記載笑話が交錯しながら書物や旅人などの口伝を通じて村々にまで広がった。物語としての笑話の形式は近代以後に衰退したとされているが、落語・漫才、その他各種お笑いにその要素が引き継がれ、寄席やラジオ・テレビなどを通じて今日も新たな笑いを生み出している。